# Sosialistisk Ungdom
Sosialistisk Ungdom (SU) er ungdomsorganisationen for Sosialistisk Venstreparti. SU's ideologi er socialisme og feminisme. De beskriver sig selv som en ungdomsbevægelse, der kæmper for en retfærdig fordeling og lige muligheder for alle.
SU har lokale hold i alle fylker og hovedkvarter i Hagegata 22 på Tøyen i Oslo.

## Ledere
- Monica Schancke 1975
- Asbjørn Eidhammer, Ingrid Ofstad 1975–1976
- Erik Solheim – 1977–1980
- Øystein Gudim – 1980–1982
- Jan Morten Torrisen, Kristin Halvorsen, Sverre Pedersen,  Hanne Lyssand, Siri Aasheim – 1982–1984
- Kristin Halvorsen – 1984–1986
- Raymond Johansen – 1986–1988
- Paul Chaffey – 1988–1990
- Lisbet Rugtvedt – 1990–1992
- Kyrre Lekve – 1992–1994
- Andreas Tjernshaugen – 1994–1996
- Heikki Holmås – 1996–1999
- Kari-Anne Moe – 1999–2002
- Ingrid Fiskaa – 2002–2004
- Audun Herning – 2004–2006
- Kirsti Bergstø – 2006–2008
- Mali Steiro Tronsmoen – 2008–2010
- Olav Magnus Linge – 2010–2012
- Andreas Halse – 2012–2014
- Nicholas Wilkinson – 2014–2016
- Andrea Sjøvoll – 2016–2018
- Andreas Sjalg Unneland – 2018–